# Амвросий (Сиверс)
Амвро́сий (в миру Алексе́й Бори́сович Си́верс, при рождении Смирно́в; 30 апреля 1967, Москва) — религиозный лидер малочисленной незарегистрированной неканонической экстремистской группы «Церковь истинно-православных христиан России», именуемых «неоандреевцами», декларирующих своё преемство от «Катакомбной церкви Истинных православных христиан — андреевцев» (по имени архиепископа Андрея (Ухтомского), основателя юрисдикции), архиепископ Готфский (1994—2013), архиепископ Новгородский (с 2001). Духовник Русского православного национал-социалистического движения и Партии защитников российской Конституции «Русь», составленных из бывших членов Русского национального единства (РНЕ). Открыто высказывает симпатии к нацизму; причисляет к «мученикам за веру» Константина Воскобойника — коллаборациониста бургомистра Локотского самоуправления и его преемника Бронислава Каминского — бригадефюрера СС. Автор мистификаций по истории «катакомбной церкви».

## Биография
Объективных данных о биографии немного, а информация, которую Амвросий публикует сам, неоднократно подвергалась сомнению его оппонентами.
По данным Алексея Безгодова, в начале 1980-х он принадлежал к субкультуре хиппи и носил кличку «Граф», так как уже тогда причислял себя к потомкам немецкого графского рода.
В середине 1980-х годов обратился в православие и стал на некоторое время послушником Троице-Сергиевой лавры. В Троице-Сергиевой лавре послушник Алексей близко сошёлся с иеромонахом Филадельфом (Боголюбовым) (в схиме Моисеем), от которого он узнал огромное количество информации о катакомбах и их деятелях в советское время. Затем Смирнов ушёл из лавры и объявился через несколько лет уже как «инок Амвросий».
После того как в 1990 году Русская православная церковь заграницей (РПЦЗ) стала открывать приходы в СССР, перешёл в РПЦЗ.
В 1990 году епископ Берлинский и Германский РПЦЗ Марк (Арндт) назначил Сиверса главой Германского благочиния в России. Как утверждает редакция сборника «Религия и права человека» (М., 1996, с. 98):
«Сформировал на территории бывшего СССР несколько православных немецких общин. В 1990 году архиепископом Марком (Арндтом) Берлинским и Германским назначен координатором Особого Православного Немецкого Благочиния. В 1992 году порвал все связи с карловчанами из-за их склонности к компромиссам с Московской Патриархией».
Как утверждает религиовед и священник РПЦ Павел Бочков, под именем инока Амвросия (Сиверс) он появляется у архиепископа Берлинского и Германского Русской Православной Церкви Заграницей (РПЦЗ) Марка (Арндт), к которому вошёл в доверие и получил назначение на должность координатора некоего (в реальности не существующего) «Особого Православного Немецкого Благочиния Германской Епархии на территории СССР». В 1992 году фальсификация с реально не существующим благочинием раскрылась, и архиепископ Марк уволил Смирнова с должности благочинного.
К 1993 году Амвросий разочаровался в РПЦЗ, после чего стал её активным обличителем.
В 1994 году, по своим же словам, был рукоположён в сан епископа Амфилохием (Шибановым), епископом Томским (Русская православная церковь и катакомбники ставят этот факт под сомнение, так как епископ Амфилохий, если таковой вообще когда-либо существовал и был жив к тому времени, был бы глубоким стариком). В 1994 году на «Освященном соборе Русской катакомбной церкви истинно-православных христиан старого и нового обрядов» было объявлено о восстановлении упразднённой в 1798 году Готфской епархии.
В 1995 году Освященный собор Русской православной старообрядческой церкви под председательством митрополита Алимпия (Гусева) отверг просьбу о присоединении к РПСЦ «в сущем сане» Алексея Смирнова, называвшего себя «Амвросием Сиверсом, катакомбным архиепископом Готфским».
В начале апреля 2009 года Амвросий (Сиверс) во время поездки в Стокгольм дал интервью шведской газете Nationel Lidag.
В 2012 году обосновался в Швеции, передав управление общинами ИПХ Готской архиепархии Ною Носкову.
В том же году предложил предстоятелю неканонической Украинской православной церкви Киевского патриархата Филарету (Денисенко) титул патриция и, как следствие, установление интеркоммуниона. По мнению Сиверса, общение с ним позволило бы патриарху Филарету обеспечить «признание Украины международным сообществом» и «легитимацию действующей (украинской) государственной власти». При этом в письме он использовал титул «Наследственный Император Ромеев, Архиепископ Готфов, Митрополит Шведов, Амвросий I Палеолог, граф фон Сиверс-Галицкий».
15 апреля 2016 года решением Арбитражного суда города Москвы признан банкротом.

## Исследовательская деятельность
В своих исследованиях по истории ссылается на сведения из так называемого 3-го «Новосёловского архива» — как на источник информации по истории Катакомбной церкви. Ввиду отсутствия хотя бы одного опубликованного экземпляра это собрание неоднократно подвергалось сомнению как представителями Русской православной церкви, так и катакомбниками — оппонентами Амвросия, которые считают архив подделкой.
Среди известных исследователей, авторов книг по церковной истории, источники Амвросия (Сиверса) сочли достоверными в своих научных работах сотрудницы московского общества «Мемориал» Ирина Осипова, и Лидия Сикорская, неоднократно ссылавшиеся на труды Амвросия в своих изданиях.
Публиковал статьи в газетах «Русское Православие» и «Міровоззрение», интернет-издании «Спутник и Погром».
По мнению иерея Александра Мазырина, создаваемые в подобных публикациях мифы оказались привлекательными для ряда светских исследователей, которые приняли фальсификации в качестве ценного исторического источника и применяли их в своих работах. Так, книга И. И. Осиповой «Сквозь огнь мучений и воды слёз…» использует материалы «архиепископа Готфского» как одни из основных. Кроме того, данная «сектантская версия церковной истории» того времени принята рядом священнослужителями Русской православной церкви, причём используется в рамках полемики «с теми же сектантами». В стремлении обличить современных «катакомбников» эти авторы стремятся в наиболее негативном виде свете выставить тех, кого «катакомбники» называют основателями своего течения. Как результат, многие подвижники Русской церкви 1920—1930-х годов, включая канонизированных, подвергаются ложным обвинениям, например, в участии в мифическом «кочующем соборе». Новомученики и исповедники, составлявшие оппозицию митрополиту Сергию, уравниваются с «современными сектантами», что и является целью последних.
Находясь в эмиграции в Швеции, выпустил ряд материалов отдельными книгами. В 2011 году издано произведение Амвросия Готфского «Необходимо — неизбежно: избранные проповеди. Симферополь; Стокгольм: Опричное братство во имя Св. Преп. Иосифа Волоцкого, 2011». В 2015 году при поддержке общества «Мемориал» издана книга «Тайные Соборы Тайной Церкви» (М., 2015—168 с.). Также в 2017 году издана книга Амвросия Готфского "Материалы по истории русской катакомбной церкви в XX веке (1917—1997) / Амвросий архиепископ Готфский ИПХ. Москва: [б. и.], 2017..

## Политическая деятельность
Соратник Опричного братства во имя святого преподобного Иосифа Волоцкого, объединяющего по данным официального сайта этой организации священников и мирян Русской православной церкви и Катакомбной церкви. С 2001 года духовник Русского православного национал-социалистического движения (РПНСД). Одновременно с 2006 года духовник Партии защиты российской конституции «Русь».
7 апреля 2007 года провёл на Красной площади молебен, где прочитал так называемую «Заклинательную молитву» против «демона ВИЛа» (Владимира Ильича Ленина). Сразу после этой акции Амвросий был задержан и некоторое время провёл в отделении милиции. Сиверс «канонизировал» коллаборациониста Бронислава Каминского, Константина Воскобойника и Адольфа Гитлера.
Считает, что 

Гитлер для ИПХ являлся действительным богоизбранным вождём-помазанником, не только в политическом, но и в духовном мистическом смысле, благие плоды дел которого ощутимы до сих пор. Посему ИПХ безусловно воздают ему некую честь, как своего рода «внешнему праведнику», оставшемуся вне Церкви, за попытку освобождения земли русской от жидовско-большевицкого нашествия— Яков Кротов «Алексей Смирнов»

## Мировоззрение
Взгляды Амвросия близки к неонацистским. Так он в своей религиозной группе канонизировал Гитлера («Адаульфа Берлинского»), а 22 июня освятил как начало Крестового похода против большевизма. Кроме того в богослужениях используется практика возжигания деревянных крестов (как в Ку-клукс-клане). Он соединяет христианство с расизмом, утверждая, что Адам был белым человеком. Само изменение цвета кожи и волос, по мнению Амвросия, связано с грехом и следующим за ним проклятием Хама (негры — хамиты). Особое место в концепции Амвросия занимает концепция «жидов», под которыми понимаются не просто евреи или израильтяне, но та их часть, которая отвергла Христа, а также их предшественники:
Всё встанет на свои места, если мы сии события отнесём не к жидам (саддукеям и фарисеям), а к подлинным израильтянам — эссеям.
Амвросий полагает, что в русском народе присутствует кровь древнеизраильского народа, колено Гадово. Воинственно он интерпретирует евангельские истории, где Христос оказывается «зелотским боевиком — сикарием». Амвросий также является непримиримым врагом РПЦ, которую именует красной лжецерковью. В этом отношении он разделяет позицию неканонического православия, для которого господствующая в СССР и РФ (Россиянии) деноминация заражена «сергианством», то есть сотрудничеством с безбожной властью, с «красным червём совдепии», «красной гидрой», «красной заразой», «жидо-большевистским режимом», «коллективным антихристом» и т. п. Под этим углом зрения красная звезда трактуется как римфан, печать антихриста. Для описания демонических служителей антихриста он использует понятие мохнорылые (люди, в которых сидят бесы), заимствованное из лексикона уголовников, обозначающих этим словом содомитов. Соответственно, предлагаемый Амвросием проект возрождения России подразумевает дебольшевизацию, то есть уничтожение советских идолов , пересмотр итогов Второй мировой войны и осуждение «сергианства». В 1999 году охарактеризовал Украину как «опасный резервуар дегенеративной биомассы», призвав к её «территориально-национальному расчленению», в августе 2014 года выступил за независимость Крыма и автономию ДНР и ЛНР в составе Украины. В марте 2022 года выразил свою поддержку украинским полку «Азов» и «Правому сектору».

## Публикации
- Экклесиология Андрея Уфимского (кн. Ухтомского) // Вестник Германской Епархии Русской Православной Церкви Заграницей. № 1 (1993).
- От ранней зари: германцы в российском православии // Религия и демократия : на пути к свободе совести. Национальные проблемы в православии / сост. А. Р. Бессмертный; ред.: С. Б. Филатов, Д. Е. Фурман. — М.: Прогресс — Культура, 1993. — Вып. II. — 592 с. — С. 373—384.
- «Не хороните меня заживо…» Судьба владыки Андрея, архиепископа Уфимского (князя Александра Алексеевича Ухтомского) // Русская мысль. 1994. — № 4031 (26 мая — 1 июня)
- Истоки и связи Катакомбной Церкви в Ленинграде и области (1922—1992). — М., 1995. — 8 с.
- Государство и «катакомбы» // Религия и права человека. — М.: Наука, 1996. — С. 98-111
- Катакомбная Церковь: «Кочующий» Собор 1928 г. // Русское Православие. Всероссийский Вестник И. П. X. — СПб., 1997. — № 3 (7) — С. 2-30.
- Климентовская иерархия И.П.Ц. // Русское Православие. 1997. — № 5 (9). — С. 2-11.
- Катакомбная Церковь: Тайный Собор 1948 г. // Русское Православие. 1997. — № 5 (9). — С. 12-27.
- Тайные Соборы 1961—1981 гг. Никольский Собор 1961 г. // Русское Православие. Всероссийский Вестник И. П. X. 1998. — № 1 (10). — С. 23-32.
- Тайные Соборы 1961—1981 гг. Соборики 1971, 74, 76, 78, 81 гг. // Русское Православие. Всероссийский Вестник И. П. X. 1998. — № 2 (11). — C. 25-32.
- Катакомбная Церковь: Освященные Соборы 1994-97 гг. // Русское Православие. Всероссийский Вестник И. П. X. 1998. — № 3 (12). — C. 1-12.
- Ревнитель истинного православия (М. А. Новоселов в «катакомбах») // Переписка священника Павла Александровича Флоренского и Михаила Александровича Новоселова: с присоединением писем иеросхимонаха Германа Зосимовского, иеросхимонаха Антония (Булатовича), иеромонаха Пантелеимона (Успенского), В. М. Васнецова, Ф. Д. Самарина, Ф. К. Андреева, С. Н. Дурылина, И. П. Щербова. Томск: Водолей, 1998, с. 39-45.
- Заблуждение как доктрина. О экклезиологии Митр. Кирилла Казанского и Русской Зарубежной Церкви // Русское Православие. Всероссийский Вестник И. П. X. 1998. — № 4 (13). — C. 17-25.
- О «наследниках» российского престола // «Дуэль». 1998. — № 14 (61).
- Религиозная и вооруженная борьба с большевицким злом // Русское Православие. Всероссийский Вестник И. П. X. 1999. — № 1 (15). — C. 3-10.
- Истинно-православные христиане и война 1941—1945 гг. // Русское Православие. Всероссийский Вестник И. П. X. 1999. — № 1 (15). — C. 21-31.
- Безобразники (К событиям в РПЦЗ 1945—1955) // Русское Православие. Всероссийский Вестник И. П. X. 1999. — № 2 (16). — C. 16-31.
- Арийская раса — это и есть библейский избранный народ // «Раса». 1999. — № 4
- Каков канонический статус Русской Православной Церкви Заграницей? // Русское Православие. Всероссийский Вестник И. П. X. 2000. — № 4 (21). — С. 6-16.
- К вопросу о ликвидации монашества в Ленинграде и области в 1932 г. // Русское Православие. Всероссийский Вестник И. П. X. 2000. — № 4 (21). — C. 23-31.
- Окружное послание Амвросия (Сиверс) // Русское Православие. Всероссийский Вестник И. П. X. 2002. — № 1 (23). — C. 24-26.
- Амвросий (Сиверс), архиепископ Готский. Заячий собор (взгляд представителя ИПХ на прошедший в июне 2016 г. на Крите «Святой и Великий Собор Православной Церкви») // syg.ma, 3 октября 2016.